# Tiszapolgár-Kultur
Tiszapolgár-Kultur bezeichnet Kulturen in der frühen Kupfersteinzeit in Ungarn und der Ostslowakei. Die Bezeichnung Tiszapolgár-Kultur für die Funde des östlichen Alfölds geht auf Ida Bognár-Kutzian zurück, Autorin zweier Fachbücher von 1963 und 1972. Benannt wurde die Kultur nach den Fundorten in und um Polgár im Komitat Hajdú-Bihar in Ungarn und nach der Tisza, der ungarischen Bezeichnung für die Theiß. Am bekanntesten ist das Gräberfeld Basatanya.

## Chronologie
Die Tiszapolgár-Kultur (4.500/4400–4.000 v. Chr.) gehört in die Frühkupferzeit und folgt im größten Teil ihres Verbreitungsgebietes auf die Theiß-Herpály-Csőszhalom-Kultur, im Süden und Osten der Vinča-Kultur und Petreşti-Kultur. Ihr folgt in der Mittelkupferzeit auch räumlich nahtlos die Bodrogkeresztúr-Kultur. Eine saubere materielle Abgrenzung von spätestem Theiß, Proto-Tiszapolgár und Tiszapolgár fehlt jedoch, weshalb sich Forscher oftmals zu widersprechen scheinen.

### Einflüsse
Es muss einen deutlichen Anstoß von außen gegeben haben, um die einschneidenden Veränderungen, die zur Tiszapolgár-Kultur führten, zu bewirken. Die Ursache wird im Einfluss von Osten gedeutet, was auch von nichtarchäologischen Untersuchungen untermauert wird, wozu der nachweislich importierte Silexrohstoff, die Steppenpferderasse und die nach Zoffmann deutliche Anwesenheit einer östlichen Komponente im Skelettmaterial gehören.

## Verbreitung
Bognár-Kutzián bildete in ihrer Monographie von 1972 vier regionale Gruppen der Tiszapolgár-Kultur:
- Lúčky-Gruppe: Region Osten der Slowakei
- Basatanya-Gruppe: Region Nord-Osten Ungarns im Gebiet des Flusses Körös
- Tiszaug-(Kisrétpart)gruppe: Region am restlichen Verlauf der Theiß
- Deszk-Gruppe: Region an Ungarns südlichen Verlauf der Theiß

Alle höhergelegenen Gebiete westlich der Theiß werden heute eher der Lengyel-Kultur zugeordnet.

## Fundorte
Die Fundorte konzentrieren sich in der Nähe von Gewässern, besonders natürlich der Theiß und ihrer Nebenflüsse. Seltener sind Fundorte in Höhenlagen. Verglichen mit dem Neolithikum, ist eine deutliche Zunahme von Fundstellen zu erkennen, die mit dem Bevölkerungswachstum während der Tiszapolgár-Kultur in Verbindung gebracht wird.
Gräber liefern einen Großteil der Funde. Besonders bekannte Flachgräberfelder sind:
- Polgár, Ort in Ungarn, mit dem Gräberfeld Basatanya südlich des Ortes
- Deszk, Ort in der Nähe der Stadt Szeged in der Gemeinde Csongrád in Ungarn
- Tibava, Ort und Gemeinde im Osten der Slowakei
- Veľké Raškovce, Ort und Gemeinde im Osten Slowakei
- Ein Rindergrab in Endrőd, Ungarn[6]

## Anthropologie
Anthropologisch ist mit Beginn der Tiszapolgár-Kultur ein großer Bruch in der Entwicklung zu verfolgen. Zwar hält sich die neolithische Bevölkerung, die Anwesenheit von Skeletten des östlich-cro-magnoiden Typs sorgt jedoch für eine Uneinheitlichkeit im Knochenspektrum.

## Fundgut

### Keramik
Die Keramik bildet die wichtigste Gruppe des Fundguts. Die markantesten Gefäße haben einen Hohlfuß in unterschiedlichen Formen, der häufig eine große Durchbohrung aufweist. Die Siedlungskeramik ist durchschnittlich etwas besser gebrannt, als die Grabkeramik, wodurch erstere etwas heller ist.
Die meisten Gefäße sind in der Tradition des Neolithikums gefertigt, unterscheiden sich jedoch durch den drastischen Rückgang von Verzierungen. Dieser Rückgang zeugt von einem Wandel in der Vorstellungswelt, was als einschneidender Wechsel zwischen Kultur-Phasen gedeutet wird.

### Metallfunde
Die Zahl der Metallfunde nimmt mit dem Beginn der Kupferzeit war deutlich zu, besonders die gegossenen Gegenstände. Neue Formen sind kupferne Schwergeräte und Artefakte aus Gold. Schwere Kupferartefakte, Gold, Steingeräte und Rohmaterial finden sich regelmäßig in Hortfunden. Ihre zeitliche und kulturelle Zuordnung in die Tiszapolgár-Kultur ist jedoch zum Teil umstritten.

### Waffen und Geräte
Waffen und Geräte wurden aus Stein, Knochen, Geweih oder Kupfer hergestellt. Bei den Kupfergeräten handelt es sich meist um Äxte, die zwar nur im Norden gefunden wurden, aber einen der Leitfunde der frühen Kupferzeit darstellen; weitere Kupfergeräte sind Meißel und Messer. Des Weiteren fanden sich Äxte aus Geweih und Steinwerkzeuge aus lokalem Obsidian und hochwertigem aus dem Osten importiertem Silex. Das Wissen um schwere Steingeräte wie z. B. Mahlsteine ist begrenzt, da die wenigsten Funde aus Siedlungen stammen. Bemerkenswert ist das Fehlen echter Pfeilspitzen.

### Schmuckstücke
Neu und damit ein entscheidendes Merkmal der Tiszapolgár-Schmuckkultur, sind goldene ring- oder scheibenförmigen Anhänger. Darüber hinaus finden sich Kupferarmringe und Kupferringe sowie Perlen vornehmlich aus Kalkstein.

## Siedlungen
Die Siedlungen sind im Vergleich zu den Grabstätten bisher wenig erforscht. Sie befinden sich in unmittelbarer Ufernähe, meist auf kleinen Erhöhungen. Siedlungsstätten in Höhenlagen sind sehr selten und werden darauf zurückgeführt, dass dort Rohstoffe (Stein, Salz, Metall) für die niedrig gelegenen Siedlungen gewonnen wurden.
Die Siedlungen befinden sich nur selten auf neolithischen Tellsiedlungen, wohl aufgrund ökonomischer und ökologischer Faktoren, denn für die meisten Tellsiedlungen kann man wegen fehlender Zerstörungsschichten ein gewaltsames Ende ausschließen. Das undifferenzierte Siedlungswesen hingegen (keine Befestigungen, keine „Zentren“) zeugt noch von neolithischen Traditionen.
Bei allen Siedlungen der eigentlichen Tiszapolgár-Kultur handelt es sich um unbefestigte Flachsiedlungen. Die Häuser bestehen aus einfachen rechteckigen Pfostenkonstruktionen. Diese Bauweise finden sich bereits in der vorangegangenen Proto-Tiszapolgár-Phase (in Lúčky). und ebenso in der folgenden Bodrogkeresztúr-Kultur.

## Tierhaltung
Die große Anzahl von Tierknochen zeugt von der zunehmenden Bedeutung der Viehzucht. An domestizierten Tieren sind Rind, Schwein, Schaf/Ziege, Hund und Pferd nachgewiesen. Die Domestikation der Pferde ist ein wichtiger Faktor bei der Entstehung der Kupferzeit, denn nun werden Tiere nicht mehr nur als Nahrungslieferanten, sondern auch als Arbeitstiere genutzt. Weiter wurden in den Siedlungen Knochen zahlreicher Wildtiere und Fische gefunden.
Die in den Siedlungen gefundenen Tierknochen unterscheidet sich kaum von denen der Grabfunde.

## Totenritual
Das Totenritual der Tiszapolgár-Kultur zeugt von dem gesellschaftlichen Wandel, der zu Beginn der Frühkupferzeit vonstattengeht. Unterschiede zwischen den Bestattungen früherer Kulturen lassen sich klar erkennen, und zwar sowohl durch ihre Lage auf dem Gräberfeld als auch durch ihre Beigaben.

### Bestattungsstätten
Die Bestattungsplätze der Kultur liegen immer in Gewässernähe und meist auf kleinen Erhebungen, jedoch selten in der Nähe von Siedlungen.

### Bestattungsmethoden
Bei den meisten Bestattungen handelt es sich um Körperbestattungen mit einem strengen Niederlegungsschema. Wie sowohl anthropologische als auch archäologische Bestimmungsmethoden beweisen, wurden Frauen auf ihrer linken Seite und Männer auf ihrer rechten Seite in sanfter Hocker- oder Rückenhockerstellung und mit dem Kopf nach Osten niedergelegt, mit seltenen Ausnahmen. Allgemein sehr selten sind Teilbestattungen oder Mehrfachbestattungen. Brandbestattungen tauchen lediglich in der Lúčky-Gruppe auf.
Alle Toten wurden in abgerundet rechteckigen oder ovalen Grabgruben beerdigt. Spuren von Asche und Ockerstreuungen sind vorhanden.

### Grabbeigaben
Die Gräber der Tiszapolgár-Kultur weisen durchschnittlich eine sehr hohe Zahl an Beigaben auf. Es scheint einen Zusammenhang zwischen Beigabenaufkommen und Sterbealter zu bestehen, je älter der Verstorbene, desto mehr Beigaben erhielt er. Die geringe Ausstattung von Kindergräbern zeugt von neolithischen Traditionen, wo Status nicht vererbbar, sondern nur durch Leistung zu erwerben war.
Wichtigste Beigabe waren Gefäße, dann folgten Waffen und Geräte. Es existieren sowohl Exemplare ohne jegliche Gebrauchsspuren als auch funktionell unbrauchbare Exemplare aus weichen Gesteinsarten, welche als Statussymbole gedeutet werden.
Manche Leichname trugen Schmuckstücke, der gängigen Tracht folgend, Männer goldene Anhänger, Frauen Perlen. 2022 wurde bei Oradea ein Frauengrab mit 169 Goldringen, die wohl als Haarschmuck verwendet wurden, einem spiralförmigen Kupferarmband und zahlreichen Knochenperlen gefunden, die etwa aus der Zeit von 4500 v. Chr. stammen.
Sehr typisch sind außerdem Fleischbeigaben domestizierter und wilder Tiere, wobei am häufigsten Schwein, Schaf und Rind nachgewiesen werden konnten.

### Regionale Unterschiede
Grundsätzlich sollte man beachten, dass die Ergebnisse der slowakischen Gräberfeldforschung, nicht auf das ganze Gebiet der Tiszapolgár-Kultur übertragen werden können. Bei vielen Aspekten handelt es sich um lokale Besonderheiten des nördlichen Verbreitungsgebietes.

## Bedeutung
Die Tiszapolgár-Kultur zeigt den Beginn der Entwicklung zu einer stratifizierten Gesellschaft, durch wirtschaftlichen Aufschwung und den Aufbau überregionaler Kontakte. Sie stellt ein entscheidendes Bindeglied zwischen den kupferzeitlichen Kulturen des Pontikums und Balkans und Mitteleuropa dar.